# Waldemar Tarczyński
Waldemar Stefan Tarczyński (ur. 9 września 1960 w Szczecinie) – polski ekonomista specjalizujący się w ekonometrii, metodach ilościowych na rynku kapitałowym, zarządzaniu finansami, nauczyciel akademicki związany z Uniwersytetem Szczecińskim i rektor tej uczelni w kadencjach 2005–2008, 2008–2012, 2020–2024 i 2024–2028.

## Życiorys
W Szczecinie ukończył kolejno szkołę podstawową oraz V Liceum Ogólnokształcące im. Adama Asnyka. W 1978 podjął studia z zakresu ekonomii i organizacji transportu, które ukończył w 1983 na Wydziale Inżynieryjno-Ekonomicznym Transportu Politechniki Szczecińskiej. Bezpośrednio po ukończeniu studiów został zatrudniony na Uniwersytecie Szczecińskim. Tam też w 1989 uzyskał stopnie naukowy doktora nauk ekonomicznych, a w 1996 doktora habilitowanego nauk ekonomicznych w zakresie  ekonomii o specjalności ekonometria na podstawie pracy nt. Metody ilościowe w analizie otoczenia przedsiębiorstwa. W 1999 nadano mu tytuł profesora nauk ekonomicznych.
Od 1983 zawodowo związany z Uniwersytetem Szczecińskim, od 2001 zatrudniony na stanowisku profesora zwyczajnego. Był m.in. kierownikiem Zakładu Ekonometrii (1991–2002), prodziekanem Wydziału Nauk Ekonomicznych i Zarządzania (1996–1999), prorektorem do spraw nauki (1999–2005). Wybierany następnie na urząd rektora tej uczelni na kadencje 2005–2008 i 2008–2012. W 2002 objął kierownictwo Katedry Ubezpieczeń i Rynków Kapitałowych. W 2012 został dziekanem Wydziału Nauk Ekonomicznych i Zarządzania. W 2020 ponownie został wybrany na funkcję rektora na okres czteroletniej kadencji. W 2024 uzyskał reelekcję na kolejną kadencję.
Wykładał także w Wyższej Szkole Techniczno-Ekonomicznej w Szczecinie. Pełnił też różne funkcje w radach naukowych, organach doradczych i radach nadzorczych. Został członkiem Komitetu Nauk o Finansach Polskiej Akademii Nauk i przewodniczącym rady nadzorczej Szczecińskiego Parku Naukowo-Technologicznego. W 2019 został prezesem Polskiego Towarzystwa Statystycznego, w 2023 wybrano go na kolejną kadencję.
Zainteresowania badawcze Waldemara Tarczyńskiego koncentrują się na wokół problematyki związanej z rynkiem kapitałowym, zarządzaniem ryzykiem, metodami ilościowymi na rynku kapitałowym, metodami gry na giełdzie, wielowymiarową analizą porównawczą, analizą ekonomiczno-finansową w skali makro i mikro oraz zastosowaniami metod ilościowych na rynku kapitałowym. Jest autorem prac z tego zakresu oraz oprogramowania umożliwiającego prowadzenie analiz opłacalności projektów inwestycji w papiery wartościowe na Giełdzie Papierów Wartościowych w Warszawie. Autor lub współautor ponad 180 publikacji. Wypromował ponad 20 doktorów.

## Odznaczenia
Odznaczony Złotym Krzyżem Zasługi (2001) oraz Krzyżem Kawalerskim Orderu Odrodzenia Polski (2011).